# Walter von Saint-Omer
Walter von Saint-Omer auch Walter von Falkenberg (frz.: Gautier de Saint-Omer oder Gautier de Fauquembergues, * um 1110; † 1174) war ein flämischer Kreuzritter und durch Heirat Fürst von Galiläa. Als solcher wurde er auch Walter von Tiberias genannt.

## Leben
Walter war ein Sohn von Wilhelm II. von Saint-Omer, Kastellan von Saint-Omer. Es ist unklar, ob er oder sein Bruder Wilhelm III. von Saint-Omer dem Vater als Kastellan von Saint-Omer folgte.
Walters Großvater väterlicherseits, Wilhelm I. von Saint-Omer und dessen Sohn, Walters Onkel Hugo von Saint-Omer, hatten am Ersten Kreuzzug teilgenommen. Hugo war im neu gegründeten Königreich Jerusalem geblieben und hatte dort als Seneschall von Jerusalem und Fürst von Galiläa Karriere gemacht. Der Mitgründer des Templerordens Gottfried von Saint-Omer war wahrscheinlich ebenfalls mit Walter verwandt.
So pilgerte auch Walter ins Königreich Jerusalem, wo er 1153 an der Belagerung von Askalon teilnahm und spätestens Anfang 1159 Eschiva von Bures, die Erbin des Fürstentums Galiläa heiratete. Aus ihrem Recht regierte er nach dem Tod seines Schwiegervaters als Fürst von Galiläa.
Nach seinem Tod 1174 heiratete seine Witwe den Grafen Raimund III. von Tripolis, der aus ihrem Recht das Fürstentum regierte. 1187 wurde das Fürstentum von Saladin erobert. Raimund starb noch im gleichen Jahr. Walter und Eschivas ältester Sohn Hugo II. führte den Titel des Fürsten von Galiläa weiter.
Walter und Eschiva hatten vier Söhne:
- Hugo II. von Saint-Omer, Titularfürst von Galiläa 1187–1204 ⚭ Margarethe von Ibelin, Tochter des Balian von Ibelin
- Wilhelm von Saint-Omer ⚭ Maria, Tochter des Rainer, Konstabler von Tripolis, Witwe des Balduin von Ibelin
- Rudolf von Saint-Omer (Raoul/Ralph), Titularfürst von Galiläa 1204–1219 ⚭ Agnes Garnier, Tochter des Rainald Garnier, Graf von Sidon
- Odo von Saint-Omer, Konstabler von Tripolis, Herr von Gogulat ⚭ Fenie (Euphemia) Garnier, Schwester von Agnes Garnier